# مجلس ملی جمهوری آذربایجان
مجلس ملی جمهوری آذربایجان (ترکی آذربایجانی: Azərbaycan Respublikasının Milli Məclisi) نهادی دولتی می‌باشد، که حاکمیت قانونگذاری جمهوری آذربایجان را بر عهده دارد. دارای نظام تک‌مجلسی و ۱۲۵ نماینده است.
نمایندگان مجلس بر اساس رای‌گیری عمومی و متساوی الحقوق، با رای آزاد و مخفی مردم انتخاب می‌شوند. مدت اختیارات هر دوره از مجلس ۵ سال است و انتخابات پارلمانی در نخستین یکشنبه ماه نوامبر به فاصله ۵ سال برگزار می‌گردد.
مجلس هر سال دو بار در بهار و پاییز تشکیل جلسه می‌دهد. مجلس ملی جمهوری آذربایجان نخستین مجلس یک کشور دمکراتیک در طول تاریخ جهان اسلام تلقی می‌گردد.

## تاریخچه

### دوره جمهوری دمکراتیک آذربایجان (۱۹۱۸–۱۹۲۰)
در پی انقلاب فوریه سال ۱۹۱۷ روسیه، کمیته ویژه ای حاوی نمایندگانی از شورای دولتی جمهوری فدرال دموکراتیک قفقاز جنوبی تأسیس شد. در نوامبر همان سال، «کمیساریای قفقاز جنوبی» به عنوان اولین دولت ماورای قفقاز مستقل بنیانگذاری شد. این شورای متشکل از نمایندگان سه ملت دارای یک برنامه ثابت سیاسی نبود، چرا که هر ملت به دنبال منافع خود بود.
این امر نیز باعث شد تا شورا در ۲۵ مه ۱۹۱۸ منحل گردد. در ۲۷ ماه مه ۴۴ نمایندگان مسلمان شورا در تفلیس گرم هم آمده و برای تأسیس جمهوری دمکراتیک آذربایجان شورای ملی آذربایجان را ایجاد کردند. محمدامین رسول‌زاده رئیس این شورا شد. در ۲۸ مه، شورا قطعنامه ای را که استقلال جمهوری دمکراتیک آذربایجان را اعلام داشت، به تصویب رساند. در ۱۶ ژوئن شورای ملی و جمهوری دمکراتیک به شهر گنجه منتقل شدند. در جلسه هفتم شورا که به ریاست محمدامین رسول‌زاده، در گنجه برگزار شد، تصمیم بر آن شد، که شورا مورد انحلال قرار گرفته و تمام اختیارات قوای قضائیه و مجریه به دولت موقت آذربایجان تحت رهبری فتحعلی‌خان خویسکی واگذار گردد. پس از تأسیس دولت، زبان ترکی آذربایجانی زبان رسمی کشور اعلام شد. پس از آزادسازی باکو از تسخیر «دیکتاتوری سنتروکاسپی» (به روسی: Диктатура Центрокаспия) در ۱۵ سپتامبر ۱۹۱۸، جمهوری دمکراتیک مقر خود را به باکو نقل مکان داد.
در تاریخ ۱۶ نوامبر، اعضای شورای ملی مجدداً دور هم جمع شدند و در ۱۹ نوامبر، رسولزاده اعلان داشت که تمام اقوام ساکن آذربایجان از حق داشتن نماینده در مجلس ملی آذربایجان که به ۱۲۰ کرسی در خود جای می‌دهد، برخوردار خواهند بود. به همین دلیل بود، که اولین دوره مجلس ملی که در ۲۹ نوامبر تشکیل و در تاریخ ۷ دسامبر شروع به کار کرد، ۸۰ نماینده مسلمان، ۲۱ ارمنی، ۱۰ روس، ۱ آلمانی و ۱ یهودی داشت. اولین جلسه مجلس به ریاست محمدامین رسول‌زاده در ساختمان مدرسه دخترانه واقع در خیابان «استقلالیت» کنونی که با تأمین مالی حاج زین‌العابدین تقی‌یف ساخته شده بود، برگزار شد. در این اجلاس علیمردان توپچوباشوف به عنوان رئیس مجلس و حسن‌بیگ آقایف به عنوان قائم مقام رئیس وی شدند. تا اواخر سال ۱۹۱۹، نود و شش نماینده از ۱۱ حزب سیاسی مختلف در مجلس حضور داشتند. در طول موجودیت ۱۷ ماهه خود، مجلس ملی ۱۴۵ اجلاس، از جمله اجلاسی در ۲۷ ماه آوریل سال ۱۹۲۰، در آستانه اشغال آذربایجان توسط روسیه برگزار کرد. در طول این مدت، در مجموع ۲۷۰ قطعنامه مطرح شد که، ۲۳۰ تا از آن تصویب شد. هیئت‌های نمایندگی پارلمان آذربایجان چندین عهدنامه دوستی با کشورهای ترکیه، ایران بریتانیای کبیر و ایالات متحده آمریکا، و یک پیمان دفاعی با گرجستان به امضا رساندند، همچنین چندین بار با هدف به رسمیت شناخته شدن جمهور دمکراتیک از سوی کشورهای غربی در کنفرانس صلح پاریس شرکت کردند. سرانجام پس از تلاش‌های هیئت‌های نمایندگی اعزامی، جمهور دمکراتیک توسط کنفرانس صلح به عنوان یک کشور مستقل به رسمیت شناخته شد.

### شورای عالی جمهوری آذربایجان شوروی
در آخرین جلسه مجلس مورخ ۲۷ آوریل سال ۱۹۲۰، نمایندگان در سایه تهدید ارتش سرخ روس‌های بلشویک و اولتیماتوم کمیته حزب کمونیست روسیه در قفقاز، که جمهوری دمکراتیک به دست آن سقوط کرد، برای اجتناب از خون ریزی تصمیم گرفتند حکومت را منحل کنند. پس از آنکه بلشویک‌ها جمهوری دمکراتیک آذربایجان را به تصرف خود درآوردند، تمامی نهادهای آن را لغو و کمیته موقت انقلابی آذربایجان را تحت ریاست مشترک نریمان نریمانف، علی‌حیدر قارایف، غضنفر موسی‌بیگف، حمید سلطانوف و داداش بنیادزاده پدیدآوردند. بلشویک‌ها ارتش آذربایجان را منحل، ژنرال‌ها و افسران آن را اعدام، و صنایع خصوصی را ملی ساختند. در ماه مه سال ۱۹۲۱ اولین جلسه شوراهای سراسری آذربایجان که شامل نمایندگان تازه انتخاب شده از همه مناطق آذربایجان بود، در باکو برگزار شد. نمایندگان منتخب افرادی از قشرها فقیر، تحصیل نکرده، و کارگران نامجرب کارخانه و روستاییان بودند، که فرصت خوبی بابت فرمانروایی کامل و آسان مسکو بر این سرزمین فراهم ساختند.
در اولین جلسه، کمیته اجرایی مرکزی آذربایجان به تأسیس رسید، که دربرگیرنده ۷۵ نماینده و همچنین هیئت مدیره ای با ۱۳ عضو بود. در فاصله زمانی ۱۹۲۱ تا ۱۹۳۷، شوراهای سراسری آذربایجان شوروی روی هم رفته ۹ اجلاس برگزار نمود. در ۹-امین جلسه شورای یادشده، که برگزاری آن به سال ۱۹۳۷ برمی گردد، قانون اساسی تازه آذربایجان شوروی به مورد تصویب قرار گرفته و شورای عالی آذربایجان شوروی پیریزی شد.
اولین انتخابات این شورا در ۲۴ ژوئن ۱۹۳۸ صورت پذیرفت. از میان ۳۱۰ نماینده منتخب، ۱۰۷ کرسی به کارگران، ۸۸ کرسی به کشاورزان تشکل‌های کشاورزی جمعی، ۱۱۵ کرسی به کارمندان تحصیل کرده دولت اختصاص یافت. هفتاد و دو نفر از نمایندگان زن بودند. به دلیل ماهیت استبدادی حکومت شوروی که اغلب ابتکارات جدید را به عنوان توطئه علیه دولت محسوب می‌کرد، کار مجلس تقریباً بی ثمر بود. پیرو اصلاحات ساختاری آذربایجان شوروی در دهه‌های ۱۹۷۰ و ۱۹۸۰ به نقش شورای عالی افزوده شد. در این بازه‌های زمانی، تعداد کثیری از اصلاحات قانونی از جمله تصویب قانون اساسی جدید آذربایجان شوروی رقم خورد. در ۱۸ اکتبر ۱۹۹۱، شورای عالی قطعنامه احیاء استقلال آذربایجان را به تصویب رسانید.

## مجلس ملی جمهوری آذربایجان
برگزاری اولین انتخابات مجلس ملی آذربایجان به اواخر سال ۱۹۹۰، زمانی که مذاکرات بر سر استقلال آذربایجان از شوروی در شورای عالی در حال انجام بود، بازمی‌گردد. اولین انتخابات پارلمانی پس از کسب استقلال آذربایجان از شوروی، در سال ۱۹۹۵ برگزار شد. ساختار مجلس شامل رئیس، یک معاونت اول و دو معاونت است. ریاست مجلس به عهده اوگتای اسدف و معاونت اول به عهده ضیافت عسکروف است. بهار مراداوا و «واله علی‌عسگراف» معاونان رئیس مجلس هستند. امور مجلس توسط نهاد مجلس ملی تحت ریاست «صفا میرزایف» و دستیار او، «الخان احمدوف» اداره می‌شود.

## روسای مجلس جمهوری آذربایجان
- المیرا غفاراوا (۵ فوریه ۱۹۹۱–۵ مارس ۱۹۹۲)
- یعقوب محمدوف (۵ مارس ۱۹۹۲–۱۸ مه ۱۹۹۲)
- عیسی قنبر (۱۸ مه ۱۹۹۲–۱۳ ژوئن ۱۹۹۳)
- حیدر علی‌اف (۲۴ ژوئن ۱۹۹۳–۵ نوامبر ۱۹۹۳)
- رسول قلی‌اف (۵ نوامبر ۱۹۹۳–۱۱ سپتامبر ۱۹۹۶)
- مرتض علی‌اسگروف (۱۶ اکتبر ۱۹۹۶–۲ دسامبر ۲۰۰۵)
- اوگتای اسدف (۲ دسامبر ۲۰۰۵ ۱۰ مارس ۲۰۲۰)
- صاحبه غفاراوا (۱۰ مارس ۲۰۲۰ تاکنون)